# جيو آر إس إس
جيو آر إس إس (GeoRSS) هي مواصفات لترميز الموقع الجغرافي كجزء من تلقيم الويب. (يُستخدم تلقيم الويب لوصف المحتوى الاكتروني مثل مقالات الأخبار والمقالات التدوينات الصوتية والتدوينات المرئية وإدخالات بالمدونات النصية. ويتم تقديمها من خلال برامج مثل مجمعات الأخبار ومتصفحات الويب). اشتُقّ اسم «جيو آر إس إس» من آر إس إس أكثر صياغات تلقيم الويب شهرة على الإنترنت.

## وصلات خارجية
- Georss.org موقع ترميزات وأمثلة جيو آر إس إس